# Roques de Garafía
Roques de Garafía este o arie protejată (arie de protecție specială avifaunistică — SPA) din Spania întinsă pe o suprafață de 2,73 ha, integral pe uscat.

## Localizare
Centrul sitului Roques de Garafía este situat la coordonatele 28°49′46″N 17°57′48″W / 28.82954°N 17.96336°V.

## Înființare
Situl Roques de Garafía a fost declarat arie de protecție specială avifaunistică în octombrie 2022 pentru a proteja 5 specii de animale.

## Biodiversitate
Situată în ecoregiunea , aria protejată nu include niciun habitat protejat.
La baza desemnării sitului se află mai multe specii protejate de  păsări (5): Bulweria bulwerii, Calonectris borealis, Puffinus lherminieri, Pyrrhocorax pyrrhocorax, chiră de baltă (Sterna hirundo).